# Veronica austriaca
Veronica austriaca is een plant uit de weegbreefamilie (Plantaginaceae).

## Ondersoorten
- Veronica austriaca subsp. austriaca
- Brede ereprijs (Veronica austriaca subsp. teucrium)